# Entfernungskreis
Als Entfernungskreis wird ein Kreis auf der Erdoberfläche – genauer gesagt auf ihrer mathematischen Realisierung, einem Erdellipsoid – bezeichnet, der alle Punkte Pi enthält, die die gleiche Entfernung, gemessen innerhalb der Bezugsfläche, von einem gegebenen Punkt Q haben.

## Eigenschaften und Anwendungen
Der Entfernungskreis ist nur dann ein mathematisch exakter Kreis – ein Kleinkreis oder Großkreis –, wenn die Erde als kugelförmig betrachtet wird. In jedem anderen Fall ist er eine Algebraische Kurve höherer Ordnung, die hinsichtlich des Ellipsoids oder einer mathematisch eindeutig beschreibbaren Fläche auch geodätischer Kreis genannt wird.
Dieser Name besagt, dass die konstanten Entfernungen Pi-Q jeweils entlang einer geodätischen Linie gemessen werden.
Praktische Bedeutung haben die Entfernungskreise vor allem bei der Bestimmung von Koordinaten in der Geodäsie und Navigation. Ein Punkt P auf der Erdoberfläche kann durch zwei gemessene Entfernungen von zwei lagemäßig bekannten Festpunkten Q1 und Q2 bestimmt werden, indem die zwei Entfernungskreise um die Festpunkte gelegt und zum Schnitt gebracht werden.
Die Aufgabe wird auch Bogenschnitt genannt. Ihre prinzipielle Zweideutigkeit (die Frage, ob P auf der rechten oder linken Seite der Strecke Q1Q2 liegt) ist in der Praxis meist ohne Bedeutung. Ungenau wird die Position des Neupunktes allerdings, wenn sich die zwei Kreise in einem gefährlichen Ort schleifend schneiden.
Im dreidimensionalen Raum benötigt man drei Distanzmessungen zu drei gegebenen Punkten; die Aufgabe heißt Räumlicher Bogenschnitt (Trisphäration) – denn statt zweier Entfernungskreise sind im 3D-Raum drei „Entfernungskugeln“ zu schneiden. Die häufigste Anwendung dieser Methode ist die Ortsbestimmung mit GPS – obwohl es hier streng genommen sogar vier Kugeln sind.

## Verwandte Themen
Auch andere Schnittverfahren haben Kreise als geometrische Örter. Die wichtigsten sind die Verfahren, bei denen ein Peripheriekreis auftritt – wie etwa bei der Vermessung eines Neupunktes durch Richtungsmessung nach 3 bekannten Punkten, der sog. Rückwärtsschnitt. Er lässt sich auf die Messung zweier Winkel zurückführen, wobei zu jedem Winkel ein Kreis durch die zwei beteiligten Festpunkte gehört, dessen Radius vom Winkel abhängt.
Bei der Koppelnavigation verwendet der Nautiker zur Absicherung des Ergebnisses manchmal zusätzliche Entfernungskreise, indem er Radar- oder Höhenmessungen zu Landmarken einbezieht. Auch für die aufkommenden Systeme der Fußgängernavigation sind Entfernungs- und Sichtkreise von gewisser Bedeutung. Ihre Konzeption lehnt sich möglichst an das natürliche Orientierungs- und Raumgefühl des Menschen an, das mit dem unablässig „aktualisierten“ mentalen Modell der Umgebung und dem Gleichgewichtssinn eng gekoppelt ist.
Der Begriff „Entfernungskreis“ wird oft mit dem ähnlichen Wort Distanzkreis verwechselt. Dieser Begriff wird meist in der Perspektive verwendet, nämlich zur Festlegung von Fluchtpunkten. Die Fluchtpunkte von Geraden, die eine gegebene Gerade in einem Winkel von z. B. 45° schneiden, liegen auf einem Kreis um den primären Fluchtpunkt, der in der Geometrie „Distanzkreis“ heißt.